# 우테 프레베르트

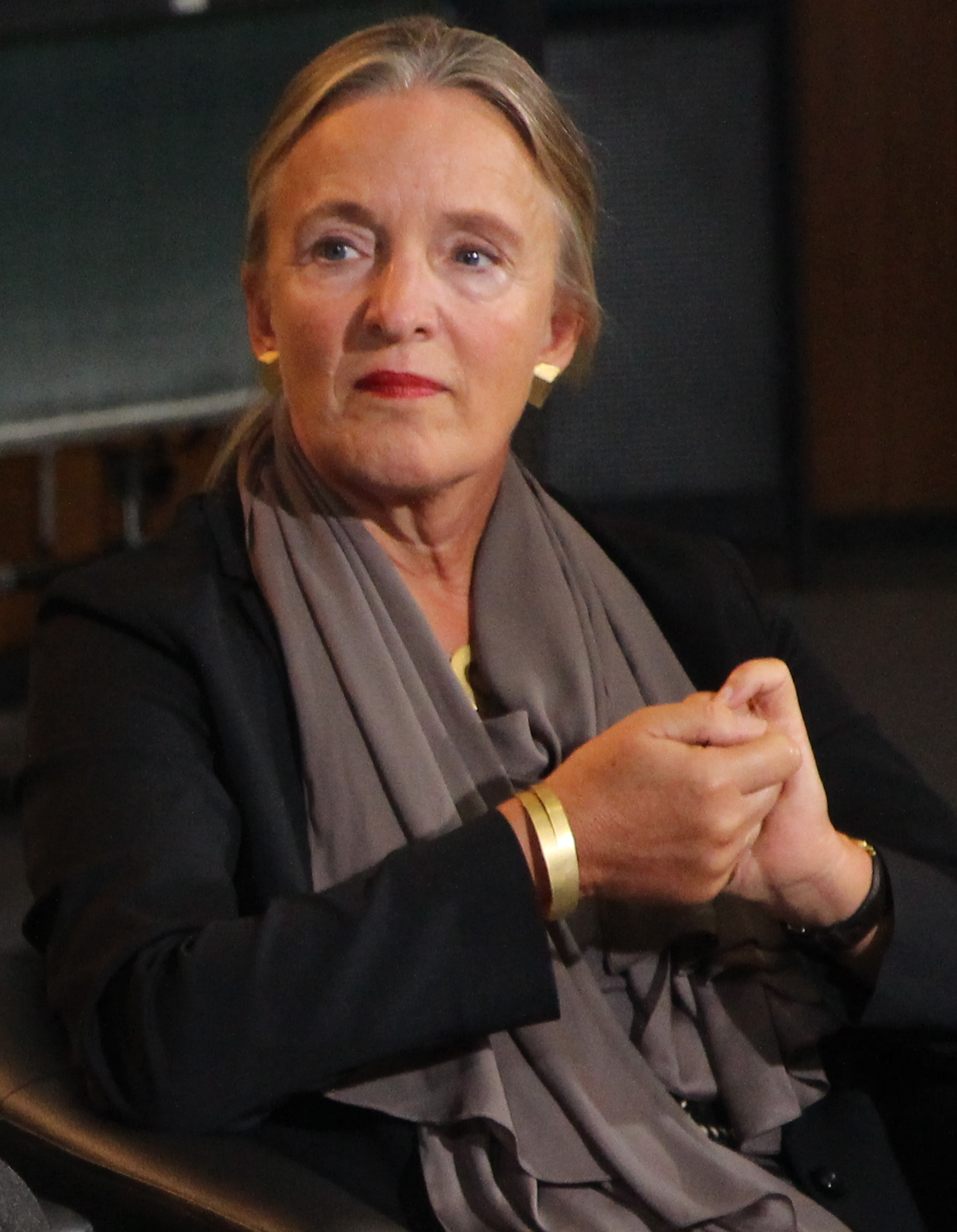

우테 프레베르트(Ute Frevert, 1954년 6월 10일 ~ )는 독일의 역사가이다. 그녀는 현대 및 현대 독일 역사뿐만 아니라 사회 및 젠더 역사의 전문가이다. 2008년 1월에 그녀는 막스 플랑크 인간 개발 연구소 의 상무이사이자 베를린의 감정 역사 연구소 소장으로 임명되었다.
1971년부터 1977년까지 뮌스터 대학교와 런던 정경 대학에서 역사 및 사회 과학을 공부했다.  1982년 빌레펠트 대학교에서 박사 학위를 받았다.

그녀는 1989년부터 1990년, 2004년부터 2005년까지 베를린 고급 연구 연구소에서 연구 펠로우쉽을, 2000년부터 2001년까지 스탠포드 대학의 행동 과학 고급 연구 센터(CASBS)에서 연구 펠로우십을 했다. 그녀는 1991년에서 1992년까지 베를린 자유 대학교에서 현대사 교수로 재직했으며 1992년에서 1997년까지 콘스탄츠 대학교에서 현대사 교수로 재직했다. 빌레펠트 대학에서 일반사 교수로 임명된 후 예일 대학에서 독일사 교수로 재직했다. 2008/2009년 겨울 학기부터 그녀는 베를린 자유 대학의 프리드리히-마이네케-인스티투트의 명예 교수로 재직하고 있다.
그녀의 연구는 젠더 관계를 평가하는 사회 및 문화 역사에 초점을 맞추었다.